# La Révélation (film, 1994)
Pour les articles homonymes, voir La Révélation.
Pour plus de détails, voir Fiche technique et Distribution.
La Révélation (The Scout) est un film américain réalisé par Michael Ritchie, sorti en 1994.

## Synopsis
Un recruteur d'une équipe de baseball découvre au Mexique un joueur exceptionnel, qui manifeste cependant des troubles de comportement.

## Fiche technique
- Titre : La Révélation
- Titre original : The Scout
- Réalisation : Michael Ritchie
- Scénario : Roger Angell, Andrew Bergman, Albert Brooks et Monica Johnson
- Musique : Bill Conti
- Pays d'origine :  États-Unis
- Sociétés de production : 20th Century Fox
- Genre : Comédie
- Durée : 101 minutes
- Date de sortie : 30 septembre 1994

## Distribution
- Albert Brooks : Al Percolo
- Brendan Fraser : Steve Nebraska
- Dianne Wiest : Doctor H. Aaron
- Anne Twomey (en) : Jennifer
- Lane Smith : Ron Wilson
- Michael Rapaport : Tommy Lacy
- Barry Shabaka Henley : McDermott
- J. K. Simmons : Assistant Coach
- John Capodice : Caruso
- Art Garfield : Stan